# Ilia Trombițchi
Ilia Trombițchi sau Trombițki (n. 4 aprilie 1954, Chișinău, RSS Moldovenească, URSS) este un ecologist din Republica Moldova, deputat în Parlamentul Republicii Moldova în legislaturile 1990-1994, 1994-1998 și 1998-2000, semnatar al Declarației de independență a Republicii Moldova. Este directorul executiv al Asociației Internaționale a Păstrătorilor Râului Nistru „Eco-TIRAS” și, în această calitate, este implicat inclusiv în rezolvarea problemelor ecologice ce țin de Nistru.